# Rumunki Zarudzkie
Rumunki Zarudzkie – osiedle włocławskie, znajdujące się w dzielnicy Południe.

## Położenie
Rumunki Zarudzkie są jednym z osiedli granicznych Włocławka. Na północnym wschodzie i północnym zachodzie graniczą z terenami Nadleśnictwa Włocławek. Na południowym zachodzie graniczą z osiedlem Ruda, a na południowym wschodzie z osiedlem Świech, które to zagospodarowane są głównie przez ogrody działkowe. Same Rumunki Zarudzkie znajdują się w pewnym oddaleniu od działek.

## Nazwa
Pierwszy człon nazwy Rumunki pochodzi niemieckiego raumen (pl. opróżniać) i oznacza teren powstały po wykarczowaniu lasu. XIX-wieczny historyk Wincenty Hipolit Gawarecki uważał, że miejscowości o nazwie Rumunek zamieszkiwali głównie osadnicy niemieccy. Z kolei Słownik geograficzny Królestwa Polskiego podaje, że nazwy tej używali także będący pod wpływem niemieckim włościanie wielkopolscy. Eugenia Kwiatkowska w artykule pt. Osadnictwo wiejskie Ziemi Dobrzyńskiej w świetle planów XVIII i XIX w. i jego przemiany pod wpływem uwłaszczenia i parcelacji opublikowanym w 1963 roku w Studia Societatis Torunensis podaje, że rumunki były wariantem osadnictwa olęderskiego. W przeciwieństwie do wsi olęderskich, które miały gęstszą zabudowę, rumunki miały charakter samotni lub co najwyżej kilku rozproszonych gospodarstw. Ich mieszkańcy nie zawiązywali samorządu z sołtysem na czele, lecz zawierali z dziedzicem indywidualne, często tylko ustne umowy. Kwiatkowska zauważa też, że w okresie dwudziestolecia międzywojennego nazwa holendry nie była już w użyciu, a rumunkami zaczęto nazywać każdą osadę rozproszoną. Drugi człon nazwy nawiązuje do położenia osady zlokalizowanej w stosunku do miasta za osiedlem Ruda.

## Historia i zabudowa
Ksiądz Michał Morawski w swojej Monografii Włocławka tylko raz wymienia zbliżony do nazwy osiedla folwark Rumunka. Krótko po II rozbiorze Polski, skutkiem którego Włocławek dostał się pod zabór pruski, magistrat miasta czerpał dochody z uprawy tutejszych 4 włók ziemi. W okresie dwudziestolecia międzywojennego osiedle było zabudowane. Niektóre mapy traktowały Rumunki Zarudzkie jako część osiedla Ruda, a tamtejsze działki do dziś mają adres pod taką nazwą.
Współcześnie na terenie osiedla znajduje się kilkanaście budynków, wzniesionych w latach 1950, 1965 oraz w latach 90. i na początku XXI wieku. Większość z nich ma charakter mieszkalny lub gospodarczy. Jeden oznaczono jako budynek przemysłowy, znajduje się tu wytwórnia wyrobów cukierniczych.